# Merkaz Omen
Merkaz Omen též jen Omen (hebrejsky מֶרְכָּז אֹמֶן, anglicky Merkaz Omen, v oficiálním seznamu sídel Omen) je vesnice typu společná osada (jišuv kehilati) v Izraeli v bloku vesnic Ta'anach, v Severním distriktu, v Oblastní radě Gilboa.

## Geografie
Leží v jižní části zemědělsky intenzivně obdělávaného Jizre'elského údolí, v nadmořské výšce 64 metrů. Západně od obce prochází vádí Nachal Oz, do kterého tu od jihu ústí vádí Nachal Rimonim. Východně od vesnice teče potok Kišon, který zleva přijímá vádí Nachal Ta'anach.
Vesnice je situována 35 kilometrů jihozápadně od Galilejského jezera, 30 kilometrů západně od řeky Jordánu, cca 6 kilometrů jihozápadně od města Afula, cca 70 kilometrů severovýchodně od centra Tel Avivu a cca 37 kilometrů jihovýchodně od centra Haify. Merkaz Omen obývají Židé, přičemž osídlení v tomto regionu je ryze židovské. 5 kilometrů jihozápadním směrem ale začíná hornatá oblast podél Vádí Ara, kterou obývají izraelští Arabové.
Obec leží 2 kilometry severovýchodně od Zelené linie, která odděluje Izrael od okupovaného Západního břehu Jordánu. Od Západního břehu Jordánu byla tato oblast počátkem 21. století oddělena izraelskou bezpečnostní bariérou.
Merkaz Omen je na dopravní síť napojen pomocí lokální silnice číslo 675.

## Dějiny
Merkaz Omen byl založen v roce 1958 jako součást bloku plánovitě zřizovaných zemědělských vesnic Ta'anach – חבל תענך (Chevel Ta'anach). Tento blok sestává ze tří takřka identicky rozvržených shluků zemědělských vesnic, které jsou vždy seskupeny po třech s tím, že v jejich geografickém středu se nachází malá čtvrtá vesnice, jež plní střediskové funkce. Merkaz Omen leží v nejzápadnější z těchto tří skupin je onou střediskovou obcí, obklopen vesnicemi Gadiš, Mle'a a Nir Jafe.
Obyvatelstvo se zabývá zčásti zemědělstvím. Část populace za prací dojíždí mimo obec. V Merkaz Omen je k dispozici obchod, zařízení předškolní péče o děti a sportovní areály.

## Demografie
Obyvatelstvo Merkaz Omen je sekulární. Podle údajů z roku 2014 tvořili naprostou většinu obyvatel v Merkaz Omen Židé včetně statistické kategorie "ostatní", která zahrnuje nearabské obyvatele židovského původu ale bez formální příslušnosti k židovskému náboženství).
Jde o menší sídlo vesnického typu s dlouhodobě stagnující populací. K 31. prosinci 2014 zde žilo 325 lidí. Během roku 2014 populace stoupla o 1,9 %.
| Rok            | 1961 | 1972 | 1983 | 1995 | 2001 | 2003 | 2004 | 2005 | 2006 | 2007 | 2008 | 2009 | 2010 | 2011 | 2012 | 2013 | 2014 |
| -------------- | ---- | ---- | ---- | ---- | ---- | ---- | ---- | ---- | ---- | ---- | ---- | ---- | ---- | ---- | ---- | ---- | ---- |
| Počet obyvatel | 23   | 46   | 57   | 309  | 440  | 440  | 449  | 457  | 436  | 450  | 451  | 246  | 256  | 296  | 304  | 319  | 325  |